# Wismes
Wismes település Franciaországban, Pas-de-Calais megyében. Lakosainak száma 503 fő (2022. január 1.). Wismes Affringues, Thiembronne, Elnes, Merck-Saint-Liévin, Nielles-lès-Bléquin, Vaudringhem és Wavrans-sur-l’Aa községekkel határos.

## Népesség
A település népessége az elmúlt években az alábbi módon változott:
| Lakosok száma | 495  | 475  | 492  | 491  | 499  | 511  | 512  | 513  | 503  |
|               | 2013 | 2015 | 2016 | 2017 | 2018 | 2019 | 2020 | 2021 | 2022 |